# Parcul Natural Defileul Mureșului Superior
Parcul Natural Defileul Mureșului Superior este o arie protejată de interes național ce corespunde categoriei a V-a IUCN (parc natural), situată în estul Transilvaniei, pe teritoriul județului Mureș.

## Localizare
Aria naturală se află în partea nord-estică a județului Mureș, pe teritoriile administrative ale comunelor: Stânceni, Lunca Bradului, Răstolița și Deda fiind străbătută de drumul național DN15 care leagă municipiul Toplița de Reghin.

## Descriere
Aria protejată a fost declarată parc natural prin Hotărârea de Guvern Nr. 1143 din 18 septembrie 2007 (privind instituirea de noi arii naturale protejate) și se întinde pe o suprafață de 9.156 de hectare și include rezervația naturală Defileul Deda - Toplița.
Parcul natural se suprapune ariei de protecție specială avifaunistică - Defileul Mureșului Superior    și reprezintă o zonă peisagistică deosebită, bogată în vegetație cu specii montane de păduri în amestec, păduri de foioase  (fag, frasin, carpen, mesteacăn, ulm), păduri de conifere (molid, brad), păduri aluviale și de luncă (salcie, arin) și pajiști.
Aria naturală dispune de mai multe tipuri de habitate (Păduri de fag Symphyto-Fagion, Păduri de fag de tip Asperulo-Fagetum, Păduri aluviale cu Alnus glutinosa și Fraxinus excelsior (Alno-Padion, Alnion incanae, Salicion albae), Păduri acidofile de Picea abies din regiunea montana (Vaccinio-Piceetea), Păduri de fag de tip Luzulo-Fagetum, Păduri de stejar cu carpen (Erythronio-Carpiniori), Pajiști aluviale din Cnidion dubii, Comunități de lizieră cu ierburi înalte higrofile de la nivelul câmpiilor, până la cel montan și alpin, Fânețe montane, Vegetație herbacee de pe malurile râurilor montane, Tufărișuri cu specii subarctice de Salix) ce adăpostesc o gamă diversă de floră și faună specifică lanțului carpatic al Orientalilor.

## Floră
În arealul parcului este întâlnită o gamă diversă plante, dintre care unele foarte rare sau endemice pentru această zonă.

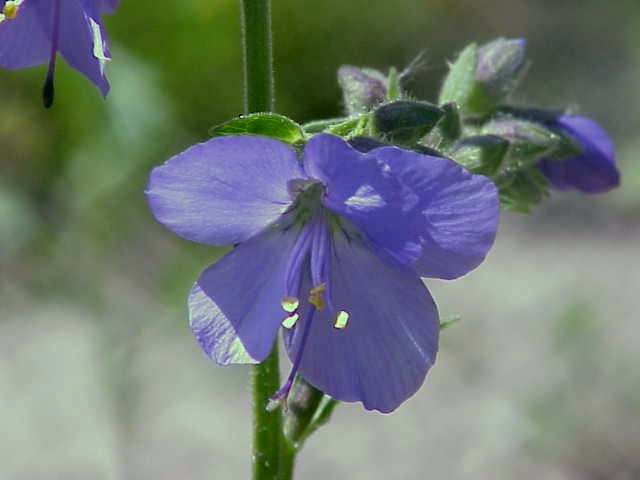
Scara Domnului (Polemonium caeruleum)

Specii floristice : piciorul-cocoșului (Ranunculus carpaticus), brebenei (Dentaria glandulosa), brustur-negru (Symphytum cordatum), ochiul-boului (Leucanthemum waldsteinii), mierea-ursului (Pulmonaria rubra), omag mov (Aconitum moldavicum), vulturică (Hieracium rotundatum), spata dracului (Matteuccia struthiopteris), lăptucul oii (Telekia speciosa), crețușcă (Filipendula ulmaria), asmățui sălbatic (Chaerophyllum hirsutum ssp. glabrum), ciulin (Carduus nutans), colțul-lupului (Cirsium erisithales), ruțișor (Thalictrum aquilegiifolium), angelică (Angelica palustris), arnică (Arnica montana), coada-smeului (Calla palustris), cucută de apă (Cicuta virosa), garoafă (Dianthus barbatus), măselariță (Hyoscyamus niger), milițea roșie (Silene armeria), oușor (Streptopus amplexifolius), bulbuc de munte (Trollius europaeus), aerel (Laser trilobum), chimionul-țapului (Laserpitium krapfii), scara Domnului (Polemonium caeruleum), joianul (Oenanthe aquatica); precum și mai multe specii de rogozuri.

## Faună
Fauna parcului este una diversificată și reprezentată de mai multe specii de mamifere, păsări, pești, amfibieni și reptile, unele protejate prin lege și aflate pe lista roșie a IUCN.
Mamifere cu specii de: lup (Canis lupus), mistreț (Sus scrofa), vulpe roșcată (Vulpes vulpes crucigera), căprioară (Capreolus capreolus), cerb (Cervus elaphus), vidră de râu (Lutra lutra), jder de copac (Martes martes), viezure (Meles meles), veveriță (Sciurus carolinensis), dihor (Mustela putorius), iepure de câmp (Lepus europaeus), șoarecele de pământ (Microtus agrestis), șoarecele gulerat (Apodemus flavicollis), chițcan pitic (Sorex minutus), chițcan de pădure (Sorex araneus), chițcan de apă (Neomys fodiens); 

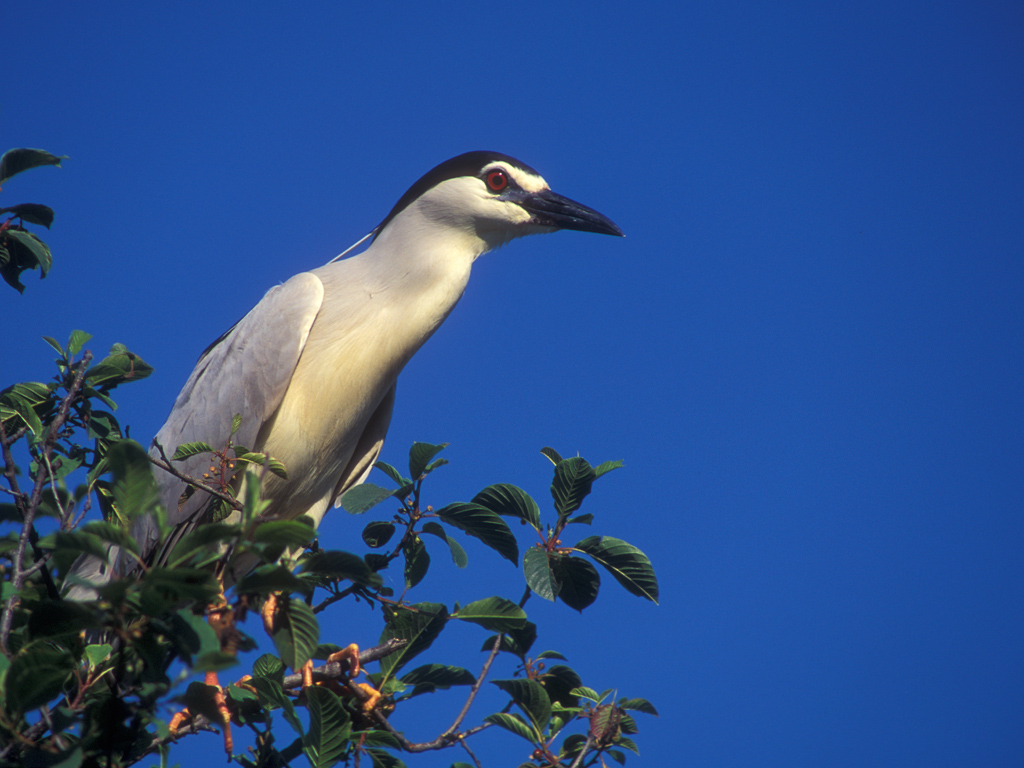
Stârc de noapte (Nycticorax nycticorax)

Pești cu specii de: scobar (Chondrostoma nasus), mreană vânătă (Barbus meridionalis petenyi), lipan (Thymallus thymallus), clean (Leuciscus cephalus), porcușor (Gobio gobio), beldiță (Alburnoides bipunctatus) sau  mihalț (Lota lota). 
Parcul adăpostește și asigură condiții de viețuire mai multor păsări protejate (enumerate în anexa I-a a Directivei Consiliului European 147/CE din 30 noiembrie 2009, privind conservarea păsărilor sălbatice); din speciile: acvilă-țipătoare-mică (Aquila pomarina), acvilă pitică(Hieraaetus  pennatus), minuniță (Aegolius funereus), buhă (Bubo bubo), huhurezul mare (Strix uralensis), ieruncă (Tetrastes bonasia), cocoșul de munte (Tetrao urogallus), caprimulg (Caprimulgus europaeus), șerpar (Circaetus gallicus), barză albă (Ciconia ciconia), erete de stuf (Circus aeruginosus), erete-cenușiu (Circus pygargus), cristei-de-câmp (Crex crex), ciocănitoare cu spate alb (Dendrocopos leucotos), ciocănitoare neagră (Dryocopus martius), ciocănitoare cu trei degete (Picoides tridactylus), șoim-de-iarnă (Falco columbarius), muscar mic (Ficedula parva), muscar-gulerat (Ficedula albicollis), ciuvică (Glaucidium passerinum), sfrâncioc roșiatic (Lanius collurio), stârc de noapte (Nycticorax nycticorax) sau viespar (Pernis apivorus).

## Căi de acces
- Drumul național DN15 pe ruta: Reghin - Brâncovenești - Vălenii de Mureș - Deda - Bistra Mureșului.

## Monumente și atracții turistice
În vecinătatea parcului se află câteva obiective de interes istoric, cultural și turistic; astfel:
- Peștera de mulaj „Căsoaia lui Ladaș” de lângă Androneasa.
- Biserica de lemn "Sf. Nicolae" din Răstolița, construcție secolul al XVIII-lea, monument istoric.

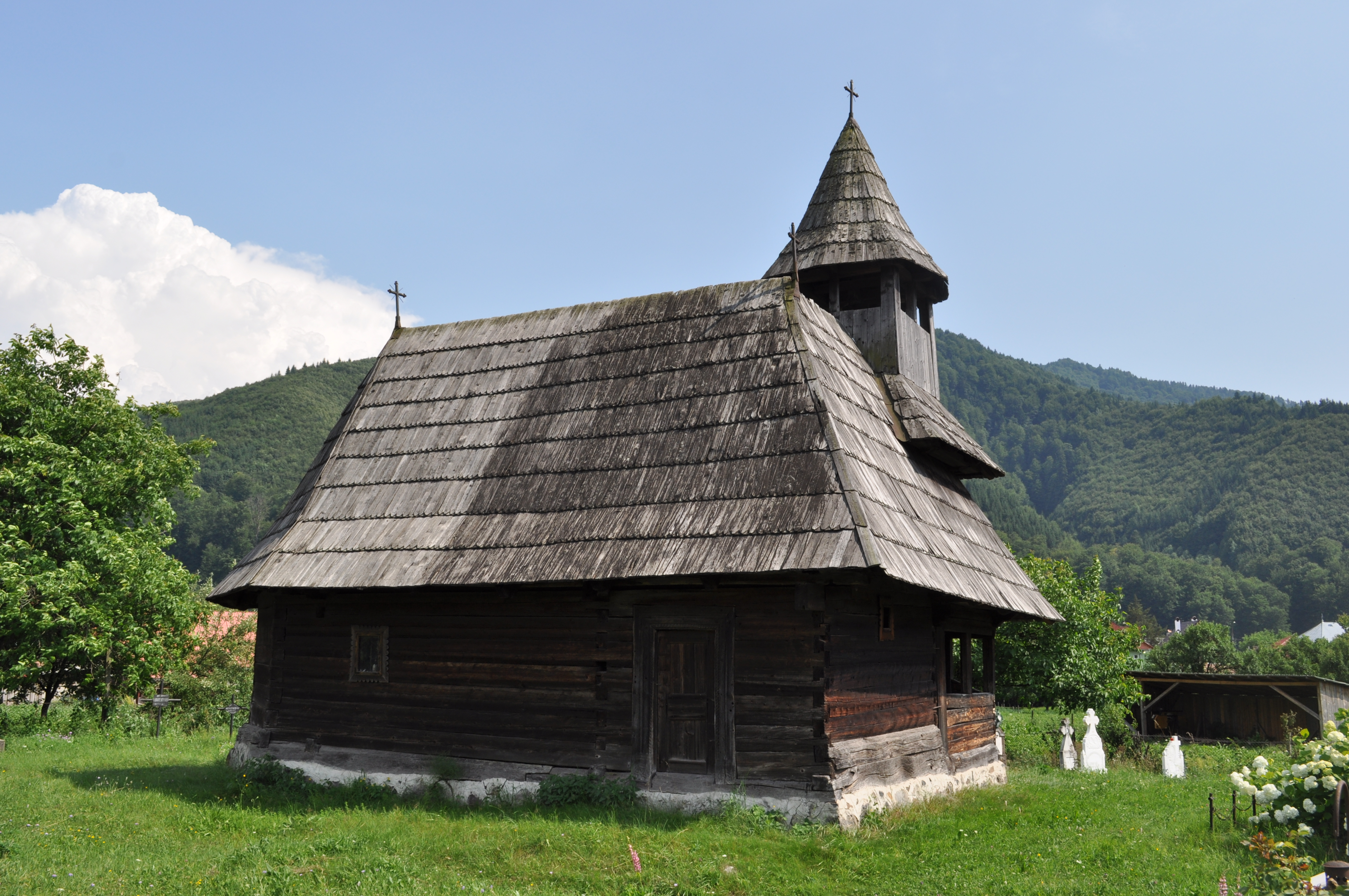
Biserica de lemn din Răstolița

- Mănăstirea de călugări de la Toplița construită în anul 1924 de către Miron Cristea. Mănăstirea adăpostește un muzeu cu colecții de carte veche bisericească, icoane vechi și obiecte de cult.
- Biserica de lemn a fostei mănăstiri "Pârâul Doamnei" din Moglănești, construcție 1710, monument istoric.
- Biserica ortodoxă "Sf. Arhangheli" din Toplița, construcție 1867, monument istoric.
- Biserica de lemn din Mănăstirea Toplița (Harghita)
- Biserica de lemn a mănăstirii "Sf. Ilie" din Stânceni strămutată în Toplița, construcție 1847, 1910, monument istoric.
- Arii protejate: Parcul Național Călimani, Defileul Deda - Toplița, Cascada de apă termală Toplița, Rezervația Lacul Iezer din Călimani.